# Torre del homenaje

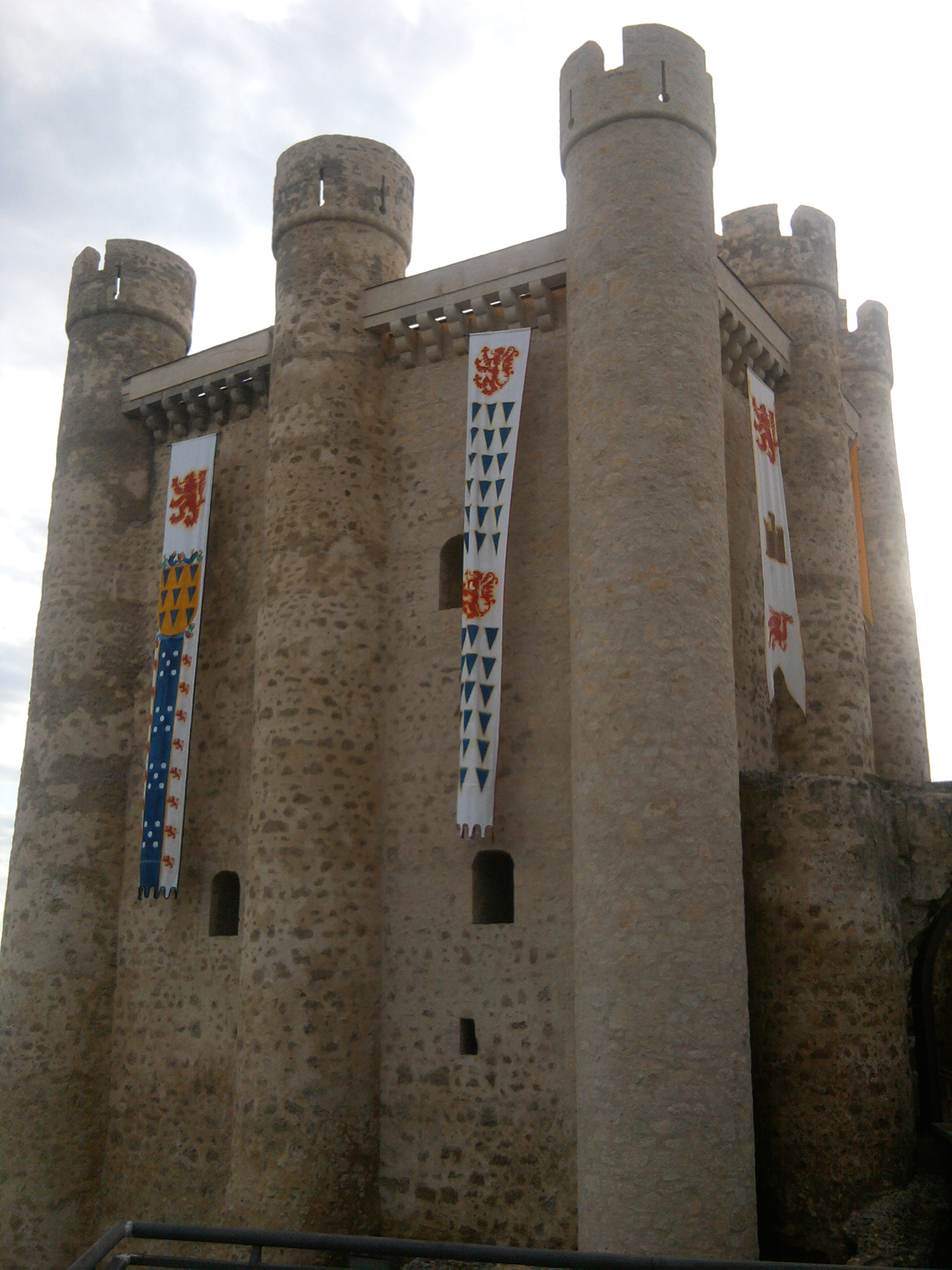
Torre del homenaje del castillo de Valencia de Don Juan (León, provincia de León, España)

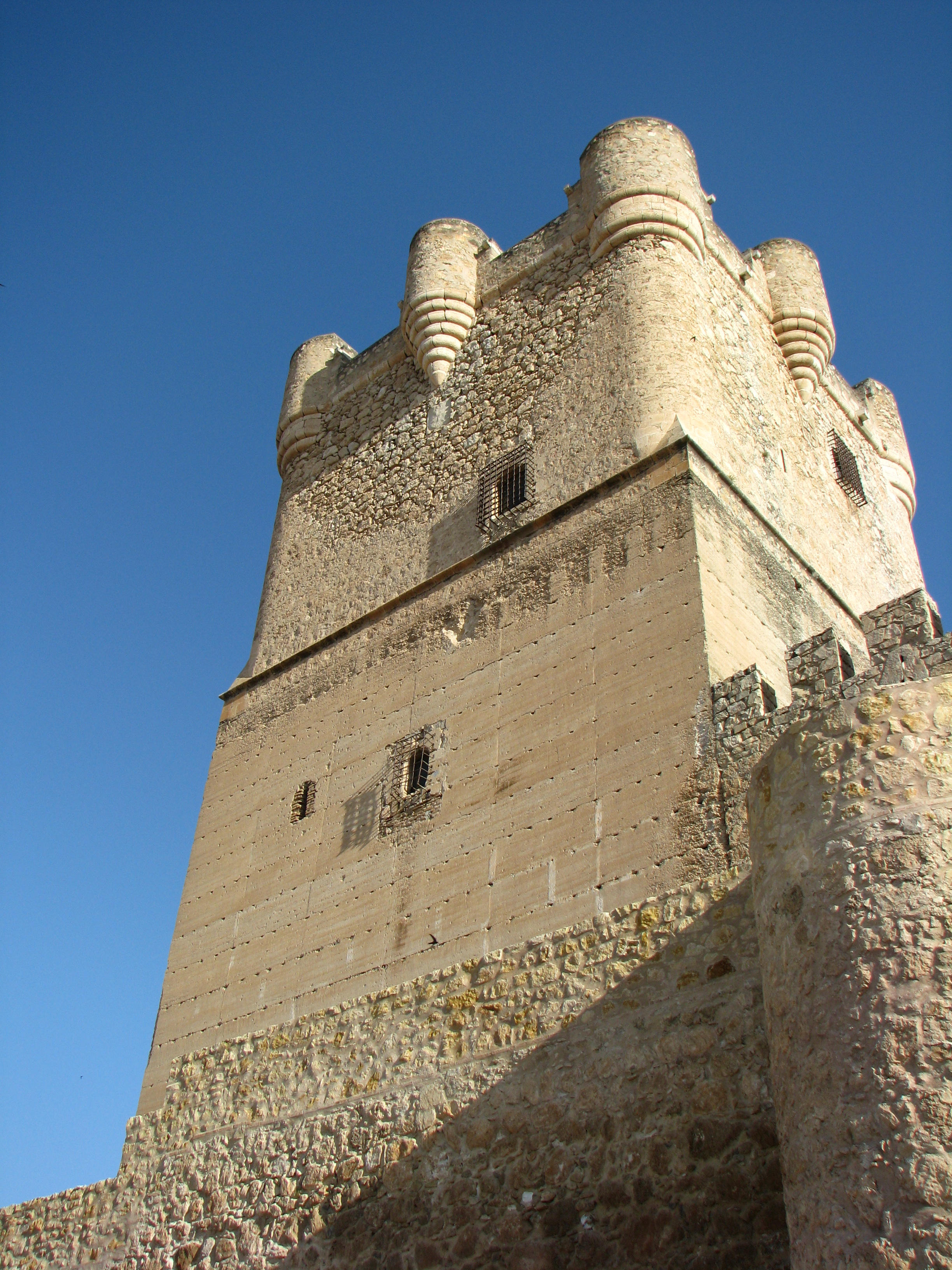
Torre del Homenaje del Castillo de la Atalaya (Villena, Alicante, España).

La torre del homenaje o torreón es una torre destacada, más alta que la muralla, y que por lo general se podía aislar del resto de la fortaleza. Recibe los nombres de donjon en los castillos franceses, bergfried en los alemanes, maschio o mastio en los italianos y keep en los ingleses, siendo la estructura central del castillo medieval.

## Función y diseño
Es la torre principal, la que sirve de residencia del señor y cumple con las funciones más destacadas del castillo, albergando las estancias más importantes y, en ocasiones, los almacenes de víveres. Se encuentra en la posición más abrigada en relación con un posible ataque exterior, de forma que si sucumbiese el resto de las defensas, esta torre proporcionaría un último refugio. La puerta principal de acceso está a más altura de lo habitual para que, en caso de ataque, se complicase la entrada al destruir la escalera de acceso.
Su nombre se debe a que en ella se practicaba la ceremonia del homenaje, en la cual el señor le entregaba al vasallo un feudo a cambio de auxilium et consilium. Además servía para destacar alguna hazaña del señor feudal.
Con el paso de los siglos, la torre de homenaje aumentó en tamaño, siendo flanqueada en muchos casos por una o varias torres menores donde habitaban invitados y sirvientes.
El castillo húngaro de Diósgyőr, remodelado con rasgos góticos por el rey Luis I de Hungría (1342-1382), cuenta con la particularidad de tener un patio de torneos o justas en medio de la gigantesca torre de homenaje. Este patio de torneos tenía 380 m² de superficie.

## Galería de imágenes

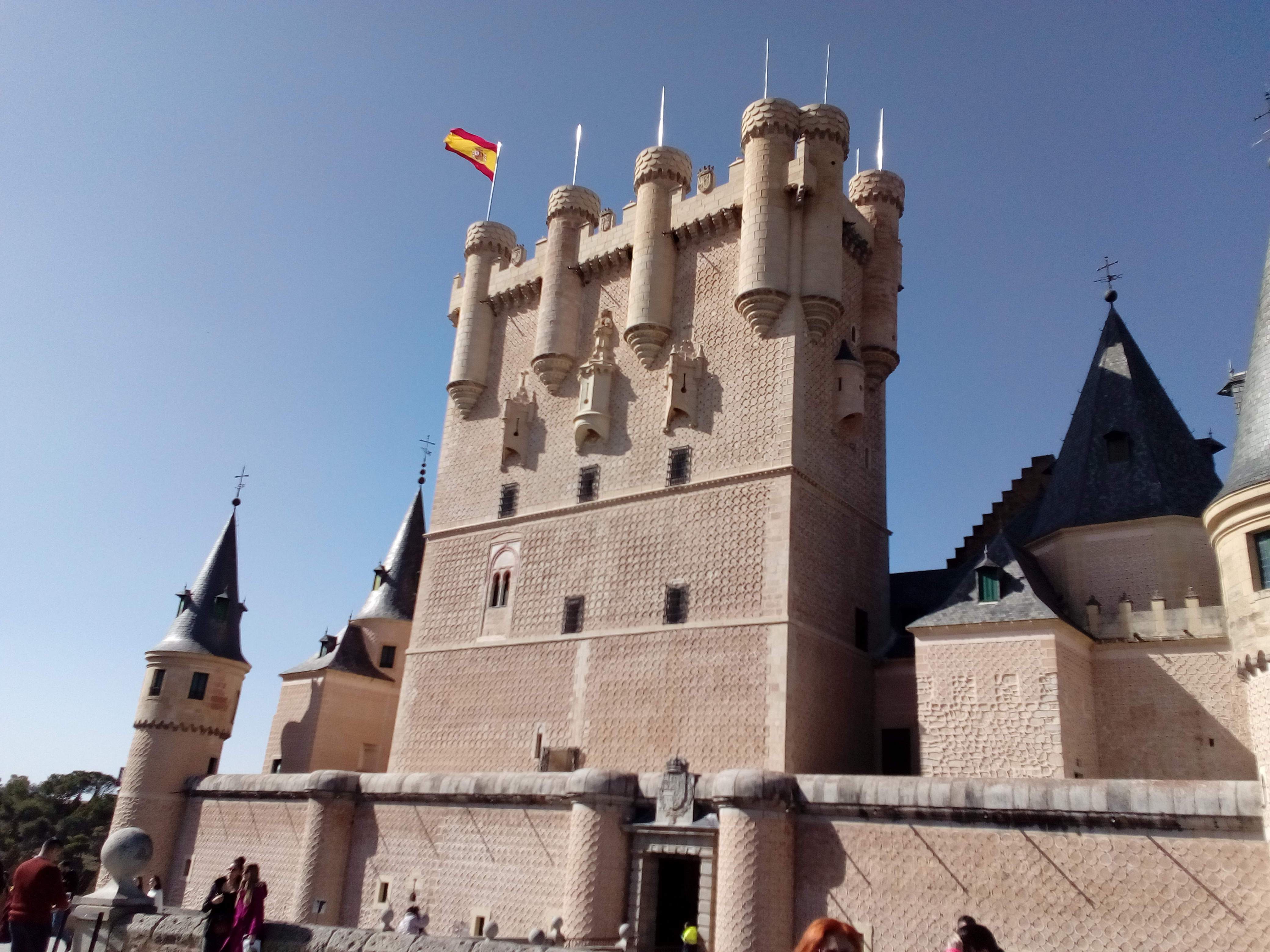
Torre del homenaje del alcázar de Segovia, en España.
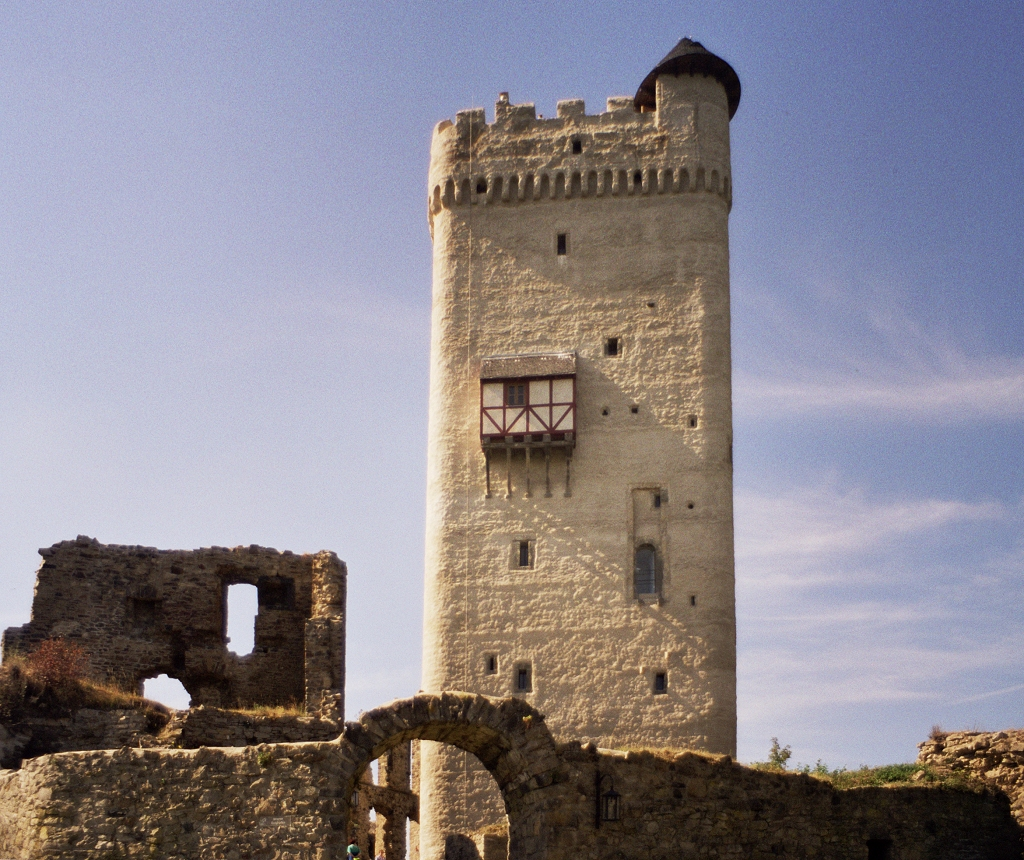
Torre del homenaje del castillo de Olbrück en Alemania.
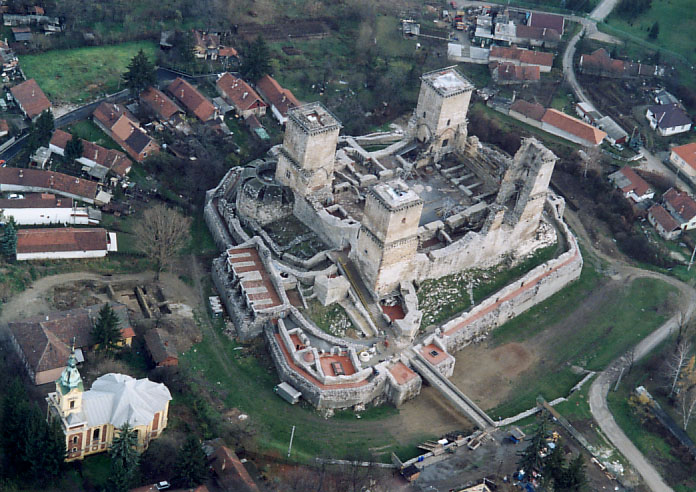
Ruinas del castillo de Diósgyőr, Hungría. La enorme torre de homenaje, con varias torres menores, es visible en el medio.